# Asnières-lès-Bourges
Ne doit pas être confondu avec Anères.
Pour les articles homonymes, voir Asnières.
Asnières-lès-Bourges est une fraction de commune située à 5,2 km au nord du centre-ville de Bourges, (par la route départementale 58) localement désignée par la simple appellation d'« Asnières ». À dominante résidentielle, Asnières-lès-Bourges compte également quelques entreprises le long de l'avenue de la Prospective. Son aspect « village », dû aux maisons anciennes qui en forment le cœur, est apprécié par ses habitants qui en revendiquent le charme (c'est un quartier cependant relativement isolé,).

## Histoire
Paul Bouquin, ancien professeur au lycée Alain Fournier de Bourges, a consacré une thèse à l'histoire de l'agglomération. En voici le titre: Histoire d'Asnières. La vie d'une communauté villageoise de la Septaine de Bourges depuis ses origines jusqu'à la fin du XVIIIe siècle, Université de Dijon, 1982 (consultable notamment à la Bibliothèque Municipale de la place des Quatre Piliers à Bourges.

### Haut Moyen Âge
L'existence d'une implantation humaine sur le territoire actuel d'Asnières semble attestée dès le Ve siècle de l'ère chrétienne.
L'étymologie du nom provient du latin asinus, l'âne. Comme de nombreuses villes portant le même nom ou des dérivés, il indique que cette ville élevait des ânes, fort utilisés pour les travaux des champs ou le bât à l'époque féodale. Dans le cas d'Asnières-les-Bourges, il est vraisemblable qu'ils aient servi pour la construction de la cathédrale Saint-Etienne.

### Les répercussions de la Réforme
L'histoire d'Asnières est en réalité marquée au premier chef par les luttes religieuses nées du schisme protestant du XVIe siècle. Jean Calvin, étudiant en droit et en théologie à l'université de Bourges, aurait ainsi évangélisé la population d'Asnières en 1530 : dès cette époque, le bourg fut donc divisé entre catholiques et protestants.
Les massacres de la Saint-Barthélémy de 1572, s'ils ont frappé durement les protestants de Bourges, semblent en revanche ne pas s'être étendus aux habitants d'Asnières, les catholiques berruyers en ayant été apparemment dissuadés par leurs coreligionnaires d'Asnières. Cependant, nombre de protestants du bourg fuirent vers les territoires germaniques afin d'éviter tout futur développement de cette haine religieuse. À ce titre, la révocation de l'édit de Nantes poussera les protestants demeurés à Asnières à vivre leur foi à l'insu des catholiques, amadoués par des conversions de pure forme.

### L'époque moderne
Alors que seuls les catholiques avaient été autorisés à présenter leurs doléances lors des États généraux organisés par Louis XVI, l'universalisme de la période révolutionnaire vaudra à Asnières en 1793 une autonomie communale qui ne durera cependant que deux ans. Si les rivalités entre communautés religieuses persistèrent, il n'a été tenu registre d'aucun conflit majeur depuis la fin du XVIIIe siècle. Du reste, une église sera bâtie en 1847, contrepoint catholique au temple protestant édifié au début du XIXe siècle. Le temple est cédé en 1977 à une loge de francs-maçons baptisée « Jacques Cœur », la paroisse protestante se réunit au temple protestant de Bourges, construit en 1831.
Principalement agricole, la population d'Asnières du XIXe siècle se consacre à l'élevage ovin, à la culture du chanvre et à celle de la vigne. Ces trois secteurs de production périclitant progressivement au cours du XIXe siècle, les habitants d'Asnières se tournèrent alors vers les grandes exploitations agricoles du département ou vers l'industrie naissante.

## Asnières et le protestantisme: le destin de François Coillard
Né le 17 juillet 1834 à Asnières-lès-Bourges, François Coillard fut formé à l'institut protestant de Glay où il décida de consacrer sa vie à l'évangélisation de populations d'Afrique australe. Trente ans durant, sa femme Christina MacIntosh et lui œuvreront comme missionnaires au Lesotho et au Zambèze (au niveau des actuels Zimbabwe et Zambie), dans les pas des colons. François Coillard mourut en 1904, et donna son nom en 1950 à une rue du centre d'Asnières.

## Population
Selon le recensement national de 1999, Asnières compte 3741 habitants. Le taux d'emploi y est de 38,2 %, ce qui est dû notamment à la présence massive de retraités dans le quartier.
Il est de coutume d'appeler les habitants d'Asnières les Asnetons, probablement en référence à l'asneton, petit âne.

## Organisation politique et administrative
Au conseil municipal de Bourges, la fraction de commune d'Asnières bénéficie d'un maire adjoint dédié (maire-adjoint spécial d'Asnières), et son annexe de la mairie, qui dispose de son propre état civil, est habilitée à célébrer des mariages. Depuis 3 juillet 2020, le maire-adjoint spécial d'Asnières est Philippe Martin.